# Monsieur Smith au Sénat
Pour plus de détails, voir Fiche technique et Distribution.
Monsieur Smith au Sénat (Mr. Smith Goes to Washington) est un film américain de 1939, réalisé par Frank Capra,,,,,,,,. Le film retrace les effets dévastateurs de l'entrée en politique d'un jeune homme, Jefferson Smith, interprété par James Stewart et a pour vedettes une troupe d'acteurs et d'actrices renommés ; parmi eux, Claude Rains, Edward Arnold, Guy Kibbee, Thomas Mitchell et Beulah Bondi.
Réalisé par Frank Capra et écrit par Sidney Buchman, ce film s'est appuyé sur un roman de Lewis R. Foster, qui n'a pas été publié. Le film a été très controversé à sa sortie, mais a eu un fort succès au box-office (avec une recette de 9 millions de dollars), faisant de James Stewart un acteur phare du XXe siècle.
Ce film constitue la deuxième des trois collaborations de Frank Capra et James Stewart, entre Vous ne l'emporterez pas avec vous (1938) et La vie est belle (1946).

## Intrigue
Jefferson Smith, un jeune homme naïf et idéaliste, est désigné sénateur des États-Unis par le gouverneur de son État, pour remplacer un sénateur décédé, aux côtés de Joseph Paine, un politicien rompu à toutes les combines politiques.
Guidé tout au long de l'intrigue par sa secrétaire, Clarissa Saunders, Smith dépose au Congrès des États-Unis un projet de loi de création d'une colonie de vacances pour les enfants des villes, ignorant que Paine défend un projet portant sur la construction d'un barrage au même endroit, projet s'annonçant plus que juteux pour certains. Smith découvre les non-dits, les corruptions et les compromissions des hommes politiques, et refuse de devenir l'homme de paille des affairistes.

## Résumé
Hupert « Happy » Hopper, gouverneur d'un État des États-Unis, mais dont le nom n'est jamais précisé dans le film, doit choisir un nouveau sénateur pour remplacer Sam Foley, récemment décédé. L'homme d'affaires Jim Taylor fait pression sur Hopper pour qu'il choisisse un faire-valoir trié sur le volet, alors que les comités populaires veulent un réformateur, en l'occurrence Henry Hill. Les enfants du gouverneur voudraient qu'il choisisse Jefferson Smith, alors à la tête des Boy Rangers, un mouvement scout. Incapable de choisir entre le faire-valoir exigé par Taylor et le réformateur Hill, Hupert Hopper décide de jouer à pile ou face. La pièce tombe à la verticale en s'appuyant sur le rebord d'un journal, avec en première page, un article vantant les mérites et les réussites de Smith. Hopper choisit donc Smith, en pensant que sa popularité mettra le peuple en confiance, tandis que sa naïveté en fera quelqu'un de facilement manipulable sur la scène politique.
Le jeune sénateur Smith est pris sous l'aile de Joseph Paine, sénateur depuis plus de vingt ans et très estimé, mais secrètement véreux et malhonnête, le plus vieux et le meilleur ami du père de Smith. Lors de son arrivée à la gare de Washington Union Station avec Joseph Paine, Smith fait la rencontre de la fille du sénateur, Susan, une femme du monde qui ne le laisse pas indifférent, et d'un petit comité d'accueil. Mais au lieu de les suivre, il disparaît, attiré par la vue du Capitole. Il prend un bus touristique pour visiter la ville et descend notamment au West Potomac Park, où il est particulièrement fasciné par le Lincoln Memorial et les textes gravés sur les murs. Après cette visite, il se rend à son bureau où il fait la rencontre de sa secrétaire, Clarissa Saunders, forte d'une longue expérience dans la vie politique de Washington. Durant son premier jour au Sénat, la nature naïve et honnête de Smith permet à l'impitoyable presse de Washington de le caricaturer sans risque : elle en fait le portrait d'un simple d'esprit et d'un « péquenaud », avec des photos ridicules en première de couverture et des gros titres moqueurs. Humilié, il se rend au National Press Club pour en découdre avec les journalistes et exiger qu'ils rétablissent la vérité. Mais loin de se démonter, les journalistes lui exposent qu'il n'est qu'un faire-valoir incompétent qui est arrivé au Sénat pour s'y pavaner avec un salaire immérité, et voter comme ses collègues lui diront de voter.

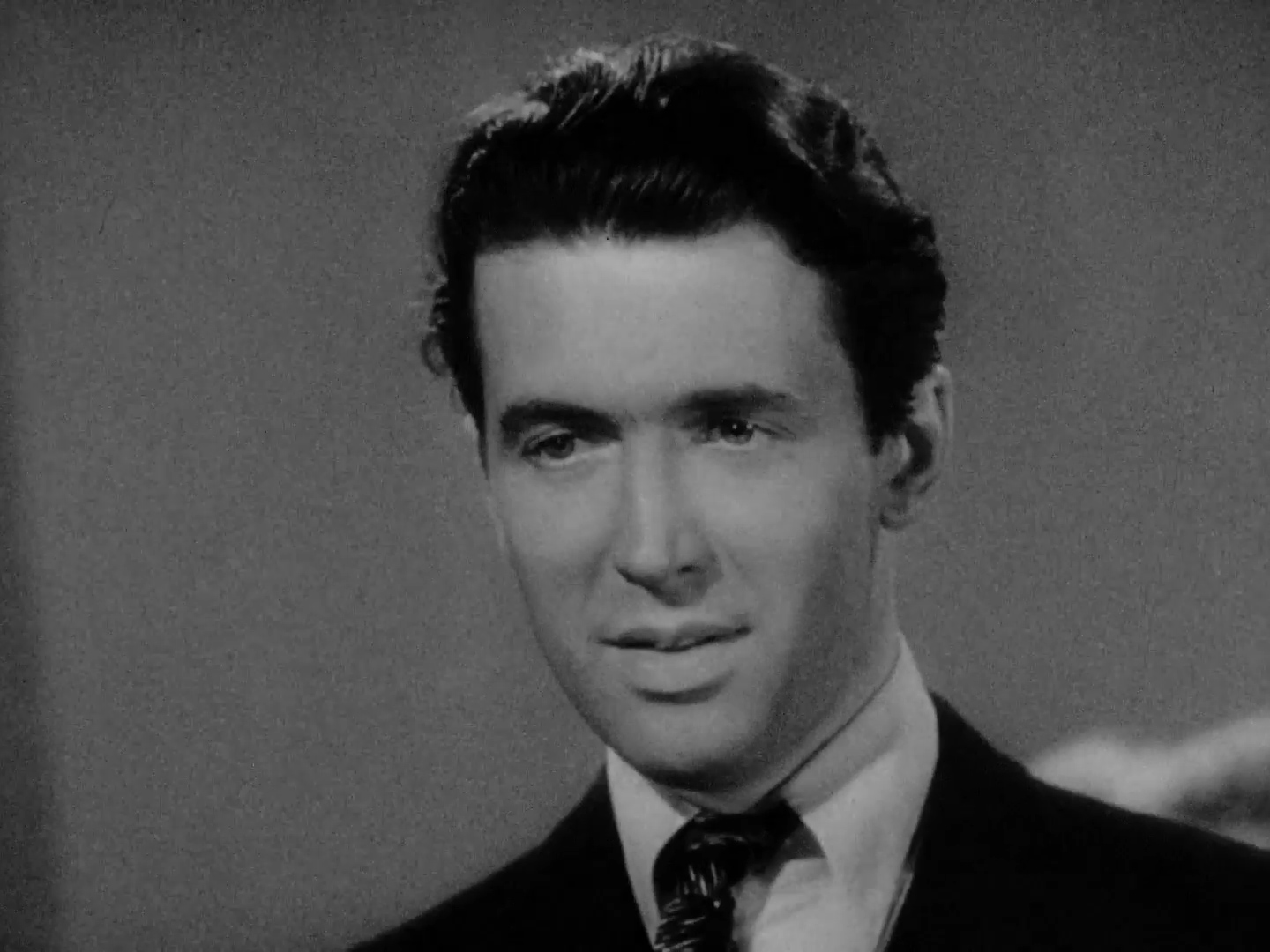
James Stewart dans le film.

Smith, qui par les journalistes a pris conscience de l'importance du rôle de sénateur, fait part à Joseph Paine de sa volonté d'étudier scrupuleusement le fonctionnement du Sénat et des textes de loi et voter selon sa conscience, ce qui déplaît à Paine qui voit en lui maintenant un danger pour ses affaires. Il lui propose de faire passer une loi inoffensive et consensuelle en faveur de la jeunesse, pour l'occuper. Avec l'aide de sa secrétaire Clarissa Saunders, Smith propose donc une nouvelle loi, qui prévoit la mise en place d'un prêt, octroyé par le gouvernement fédéral, dans le but d'acheter des terrains pour ensuite y créer un camp national pour les garçons des villes. Ce prêt serait ensuite remboursé par les souscriptions volontaires de tous les jeunes Américains. Les donations affluent immédiatement. Cependant, le campement proposé se situe sur le terrain où est projetée la construction d'un barrage, projet préparé par le sénateur Paine qui agit en réalité dans l'intérêt de Taylor. C'est en travaillant avec Smith que Clarissa Saunders, qui n'avait tout d'abord guère d'estime pour lui et qui n'était pas étrangère à la façon dont la presse l'a traité, commence à éprouver du respect pour sa nature profondément honnête.
Comme le projet de Smith interfèrerait avec celui du barrage, Taylor fait pression sur Paine, en lui rappelant que s'il a été réélu pendant vingt ans, c'est grâce à son influence. Paine charge sa fille, Susan, de séduire Smith et de l'éloigner du Sénat le jour du vote de la loi de finance contenant le projet de barrage. Étant averti par la suite par Clarissa Saunders et constatant qu'il a été manipulé, Smith remet en cause le projet de barrage lors de la séance suivante au Sénat. Poussé par Taylor, Paine décide de casser Smith en fabriquant de fausses preuves qui l'accusent de vouloir tirer profit de son projet. Selon de fausses attestations, Smith posséderait déjà les terres dont il demande l'achat par le Sénat et chercherait ainsi à spéculer sur la valeur de ces terrains. Smith est trop choqué par la traîtrise de Paine pour se défendre et, muet, quitte la commission qui l'accuse. En conséquence, Paine demande aux sénateurs de voter la déchéance de Smith et son exclusion du Sénat.

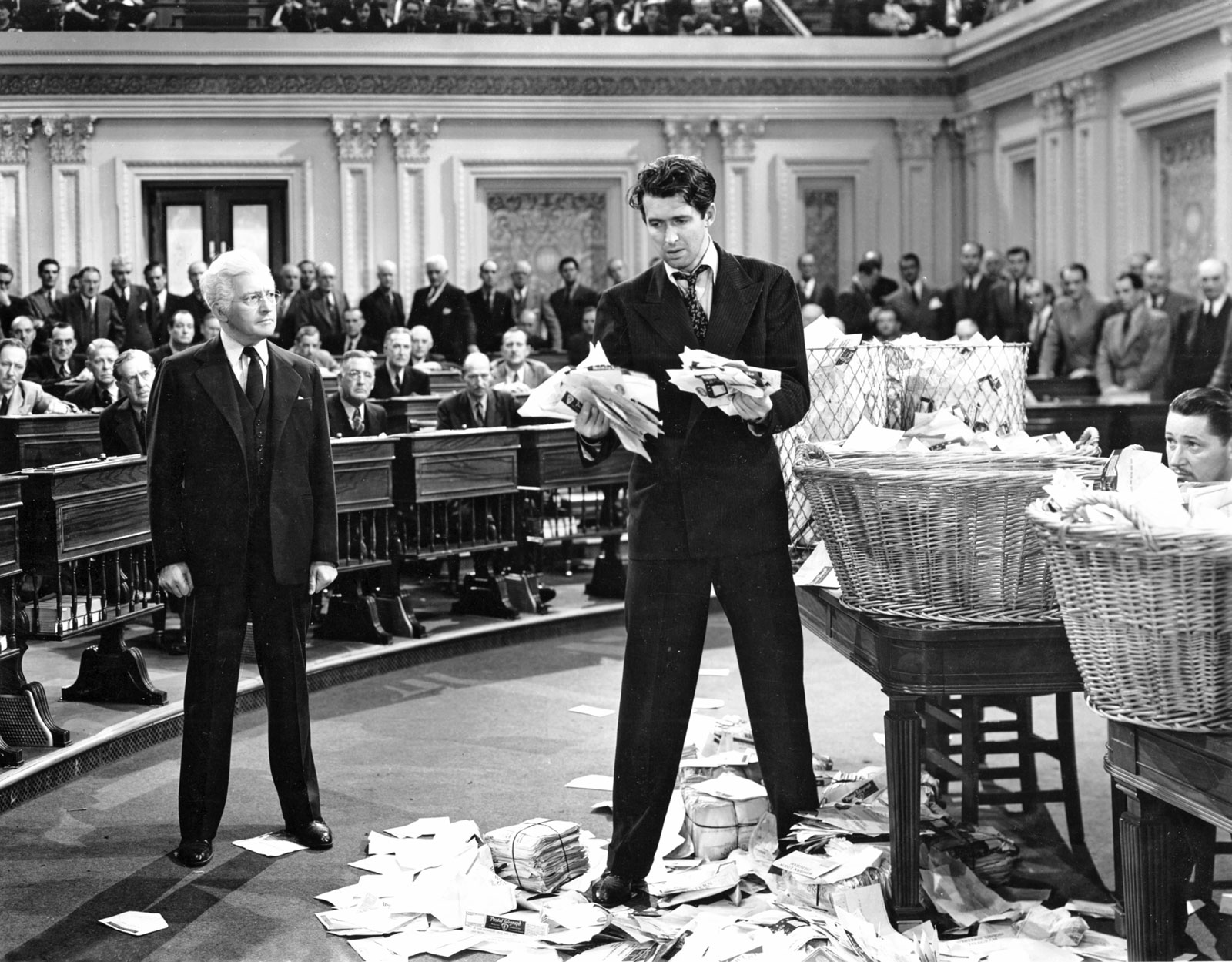
Claude Rains et James Stewart dans le film.

Smith, avant de repartir chez lui, se rend à nouveau au Lincoln Memorial, et alors qu'il est abattu par ce qu'il lui arrive, Saunders, touchée par le désespoir de Smith, le rejoint et l'incite à reprendre son combat afin de faire reporter le projet de loi et prouver son innocence au Sénat. Saunders suggère à Smith de réagir et de se défendre en parlant sans arrêt devant l'assemblée, provoquant une obstruction parlementaire (ou filibuster), car un parlementaire a le droit, règlementairement parlant, de parler sans limite de temps. Encouragé par Saunders, présente dans les tribunes, Smith parle pendant près de 24 heures, debout et sans s'arrêter, pour réaffirmer les idéaux américains de liberté, révéler les vraies raisons du projet de barrage et dénoncer la corruption de Paine. Malgré tout, aucun des sénateurs n'est convaincu de son innocence.
Tandis que Smith parle sans s'arrêter, Taylor utilise son contrôle sur les médias, pour empêcher qu'ils ne communiquent les déclarations de Smith au public. Les journaux et les stations de radio dans l'État de Smith, financés par Taylor, ne rapportent rien de ses propos mais au contraire, dressent de lui un portait à charge et vont jusqu'à organiser des manifestations populaires et des pétitions contre lui. Seul le journal des Boy Rangers, hors de l'influence de Taylor, proclame que Smith dit la vérité. Taylor fait intervenir brutalement ses hommes pour empêcher les enfants de distribuer leur journal, et certains d'entre eux sont même blessés, tandis que les manifestations en faveur de Smith sont durement réprimées par une police aux ordres.
Même si tous les espoirs semblent perdus, les sénateurs commencent à être ébranlés par l'éloquence et la sincérité de Smith, poussé jusqu'à l'épuisement. Mais Paine joue sa dernière carte : il fait venir des corbeilles remplies de télégrammes provenant de l'État de Smith, de la part de gens de la classe moyenne manipulés par les médias, souhaitant son expulsion du Sénat. Presque anéanti par ces pétitions, Smith trouve un sursaut d'espoir dans le sourire amical du président du Sénat. Smith fait alors la promesse de ne pas sortir tant que personne ne le croit ; il adjure Paine de se souvenir des idéaux de ses débuts, puis s'effondre aussitôt d'épuisement. Rongé par la culpabilité, croyant sans doute à la mort de Smith, Paine quitte la Chambre du Sénat, tente de se suicider par arme à feu mais en est empêché. Alors que Smith - qui n'est qu'évanoui - est évacué, Paine revient dans l'hémicycle et avoue toute la vérité sur ses manipulations. Il demande à être lui-même expulsé et affirme l'innocence de Smith, toujours inconscient mais finalement victorieux.

## Fiche technique
- Titre original : Mr. Smith Goes to Washington
- Titre : Monsieur Smith au Sénat
- Réalisation : Frank Capra, assisté de Charles Vidor (non crédité)
- Scénario : Sidney Buchman d'après le roman de Lewis R. Foster
- Direction artistique : Lionel Banks
- Photographie : Joseph Walker
- Montage : Al Clark, Gene Havlick
- Musique : Dimitri Tiomkin
- Production : Frank Capra
- Société de production et de distribution : Columbia Pictures
- Budget : 1 500 000 $ (estimation)
- Pays de production :  États-Unis
- Format : noir et blanc - 1,37:1 - son mono
- Langue : anglais
- Durée : 129 minutes
- Dates de sortie : 
  - États-Unis : 17 octobre 1939 (première à Washington, D.C.), 19 octobre 1939 (sortie nationale)
  - France : 19 janvier 1940

## Distribution

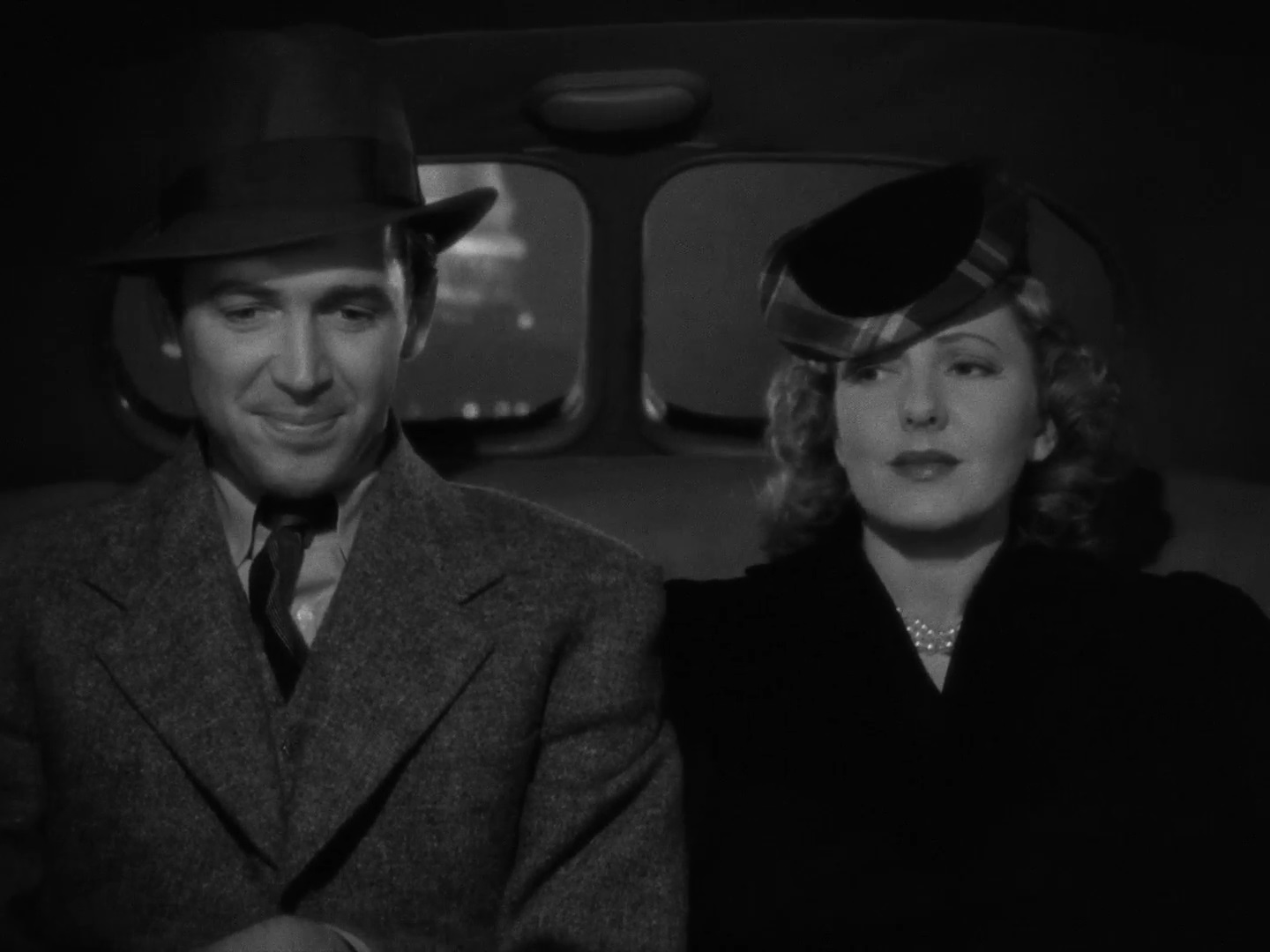
James Stewart et Jean Arthur dans le film.

Légende : Second doublage vers 1970 / Troisième doublage en 2008
- James Stewart (VF : Jacques Ruisseau / Guy Chapellier) : Jefferson Smith
- Jean Arthur (VF : Michèle André / Stéphanie Lafforgue) : Clarissa Saunders
- Claude Rains (VF : Roland Ménard / Marc Cassot) : le sénateur Joseph Harrison Paine
- Edward Arnold (VF : Jacques Berthier / Richard Leblond) : Jim Taylor
- Guy Kibbee (VF : Antoine Marin / Jo Doumerg) : le gouverneur Hubert Hopper
- Thomas Mitchell (VF : Roger Carel / Patrick Floersheim) : Diz Moore
- Eugene Pallette (VF : Christian Alers / Christian Pelissier) : Chick McGann
- Beulah Bondi : Ma Smith
- H. B. Warner : le sénateur Agnew (leader de la majorité)
- Harry Carey : le vice-président des États-Unis, Président du Sénat
- Astrid Allwyn : Susan Paine
- Ruth Donnelly : Emma Hopper
- Grant Mitchell : le sénateur MacPherson
- Porter Hall : le sénateur Martin Monroe
- Pierre Watkin : le sénateur Barnes (leader de la minorité)
- Charles Lane : Nosey, le journaliste

Acteurs non crédités
- Frank Austin : un inventeur dans l'antichambre du sénateur Smith
- Harry C. Bradley (en) : Arthur Kim
- Frederick Burton : le sénateur Dearhorn
- Davison Clark : membre d'une commission
- Anne Cornwall : une journaliste au Sénat
- George Cooper : un serveur
- Gino Corrado : le coiffeur
- Ann Doran : la secrétaire de Paine
- Edward Earle : un journaliste
- Byron Foulger : le secrétaire du gouverneur Hopper
- Dickie Jones : Richard Jones, le groom
- Robert Emmett Keane : un chroniqueur
- Vera Lewis : Mme Edwards
- Arthur Loft : le greffier en chef
- Lafe McKee : le vétéran de la guerre civile au Lincoln Memorial
- Frank Puglia : l'expert en écriture
- John Russell : Otis Hopper
- Walter Sande : le journaliste à la pipe
- Russell Simpson : Kenneth Allen
- Wyndham Standing : le sénateur Ashman
- Larry Steers : membre d'une commission
- Frank M. Thomas : Hendricks
- Frederick Vroom : un ami de Paine

## Accueil

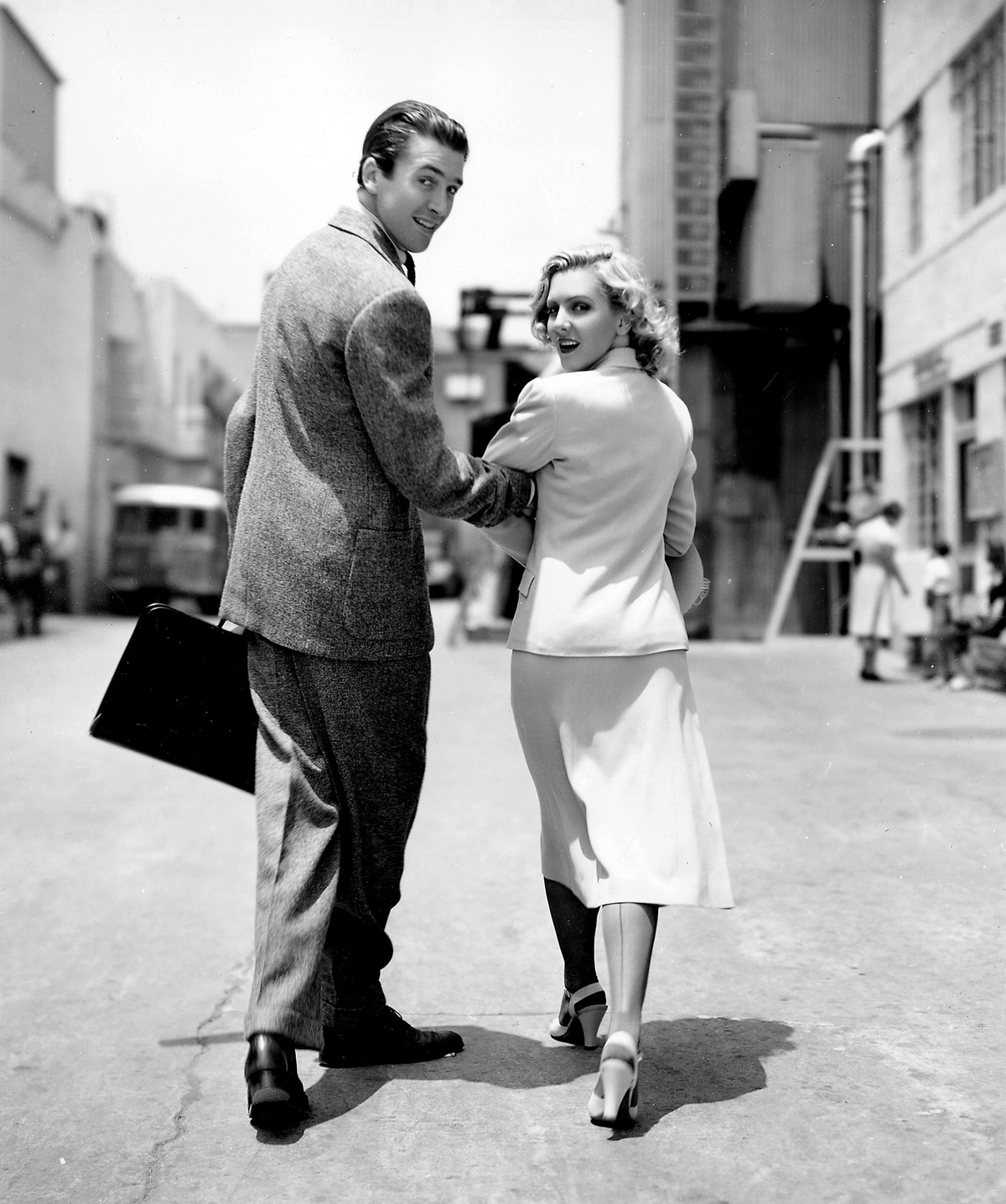
James Stewart et Jean Arthur sur le plateau de tournage du film.

En octobre 1939, lors de la première diffusion de Mr. Smith Goes to Washington à la salle de la Constitution à Washington, D.C., la salle comprenait 4 000 invités, incluant 45 sénateurs. Le film est attaqué par la presse de Washington et par de nombreux hommes politiques au Congrès des États-Unis. Considéré comme  anti-américain et pro- communiste, ce film a été perçu comme une interprétation fausse du Gouvernement fédéral des États-Unis, accusé de corruption. Alors que Frank Capra revendique dans son autobiographie que certains sénateurs ont quitté la salle lors de la première, la presse contemporaine ne se prononce pas sur la véracité des faits, ou encore s'il est vrai que des sénateurs aient hurlé de colère lors de la première projection.
Pete Harrison, un journaliste respecté, a suggéré que le Sénat des États-Unis adopte une loi autorisant les propriétaires de salles de cinéma à refuser la production de films qui ne seraient « pas dans le meilleur intérêt du pays ». Cela n'arriva pas, mais certains sénateurs tentèrent de répondre aux attaques liées aux répercussions du film sur la réputation de leur institution en œuvrant à l'adoption de la loi Neely Anti-Block Booking Bill, qui a finalement mené à la dissolution de l'entreprise d'exploitation de salles de cinéma appartenant à la Columbia Pictures, à la fin des années 1940. Columbia a riposté en distribuant un programme mettant en relief le patriotisme du film et le soutien à la démocratie, et a publié de nombreuses critiques positives à l'égard du film.
D'autres objections se sont aussi fait entendre : Joseph P. Kennedy, l'ambassadeur américain en Grande-Bretagne, a écrit à Capra ; la Columbia a encouragé Harry Cohn à dire qu'il avait peur que le film nuise au « prestige américain en Europe », et elle a vivement recommandé l'interdiction du film en salle en Europe. Capra et Cohn ont répondu en citant les critiques du film, ce qui a apaisé Kennedy, dans la mesure où il n'a jamais suivi ses propres recommandations, même s'il avait des doutes sur le film.
Mr. Smith Goes to Washington est considéré comme un film dénonciateur (précurseur des lanceurs d'alerte ou whistleblowers [réf. nécessaire]) par excellence de toute l'histoire américaine[réf. souhaitée]. Le Dr. James Murtagh et Dr. Jeffrey Wigand ont cité le film dans leur œuvre phare[Laquelle ?] comme le premier « Dénonciateur à Washington » (Whistleblower Week in Washington) de toute l'histoire américaine, en mai 2007,.

## Récompenses et distinctions
- Oscars 1940 : 
  - Oscar de la meilleure histoire originale
  - Nomination à l'Oscar de la meilleure musique de film
  - Nomination à l'Oscar du meilleur acteur pour James Stewart
- Festival de Cannes 1939 à Orléans, en 2019[17],[18] :
  - Grand prix Jean Zay (équivalent de la Palme d'or)[19],[20]
  - Prix de l'interprétation masculine pour James Stewart[19],[20]
  - Prix lycéen de la meilleure réalisation[20],[21]